# Erzgebirgische Volkskunst

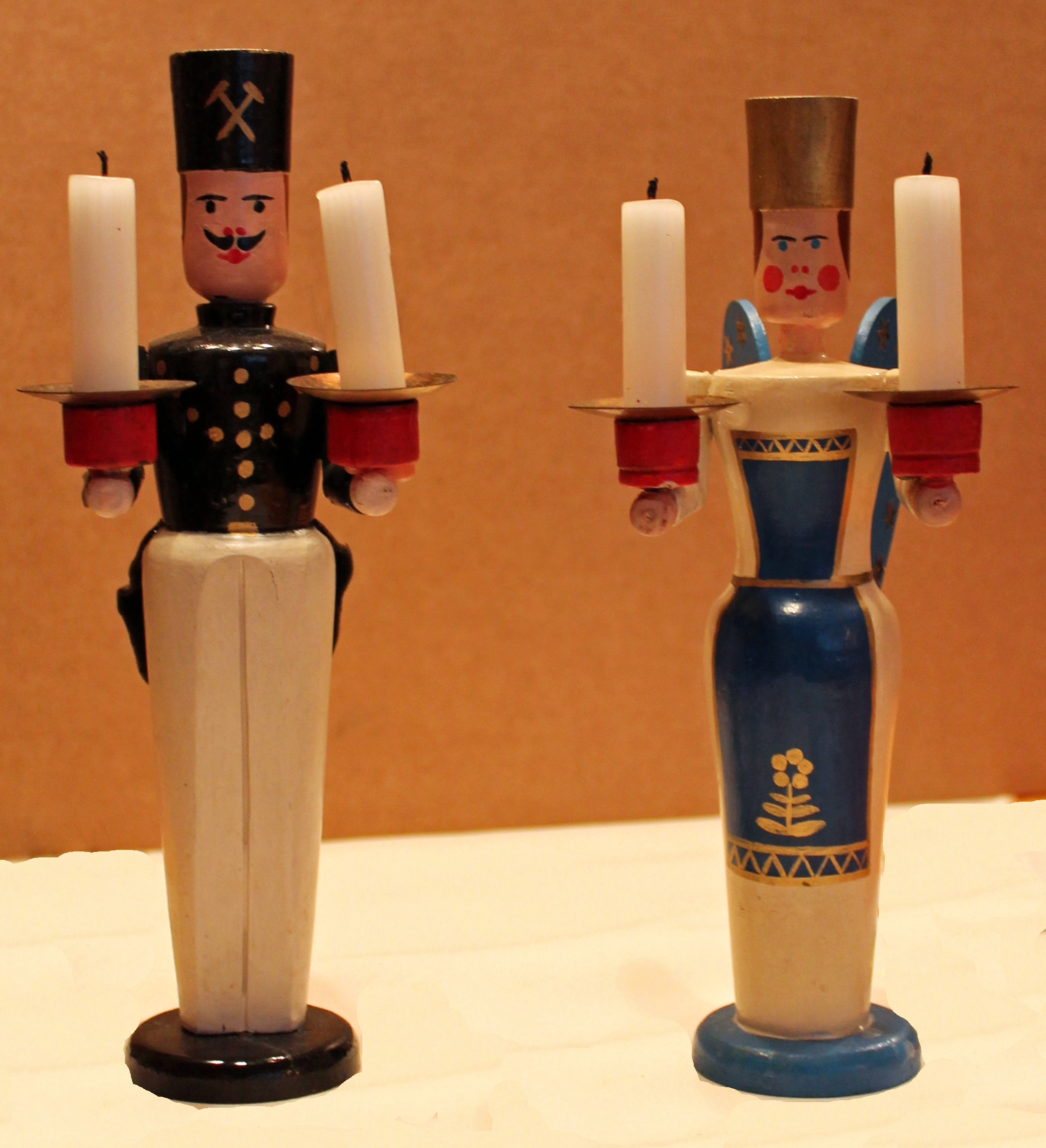
Bergmann und Engel als typische Produkte erzgebirgischen Kunsthandwerks

Die Erzgebirgische Volkskunst zählt zu den hauptsächlichen kulturellen Traditionen des Erzgebirges. Sie umfasst vielfältige Ausdrucksformen des kreativen Schaffens jenseits der klassischen bzw. modernen Künste und insbesondere die Herstellung von Figuren, Skulpturen und Bildern. Im weiteren Sinne sind auch die Volksdichtung und -literatur und das erzgebirgische Liedgut Bestandteil der Erzgebirgischen Volkskunst. Das Erzgebirge beansprucht, das größte geschlossene Volkskunstgebiet in Deutschland zu sein.
Wichtiger Bestandteil der Erzgebirgischen Volkskunst ist die Herstellung gegenständlicher Produkte. Ihre Entstehungsgeschichte hängt eng mit dem Bergbau zusammen, der die Entwicklung des Erzgebirges seit dem 12. Jahrhundert maßgeblich prägte. Die konjunkturellen Schwankungen im Bergbau bzw. sein weitgehender Niedergang im 19. Jahrhundert förderten in Abhängigkeit von den örtlichen Bedingungen das Entstehen von Zusatz- und Ersatzeinkünften. Dazu zählte neben dem Strohflechten und dem Klöppeln insbesondere die kunstvolle Holzverarbeitung, welche den Begriff der Erzgebirgischen Volkskunst prägt und dominiert.
Die Motive dieser Erzgebirgischen Holzkunst weisen im Kern einen engen Bezug zum Bergbau und der bergmännischen Arbeits- und Lebenswelt auf. Klassische Produkte sind Bergmannsfiguren, Nussknacker, Weihnachtsengel, Schwibbögen, Reifentiere, Räuchermänner, Spieldosen und Flügelpyramiden. Bis heute werden sie vorrangig in kleineren Handwerksbetrieben von Holzspielzeugmachern vollständig in Handarbeit hergestellt (siehe auch: Holzspielzeugherstellung im Erzgebirge).
Das Zentrum der Herstellung Erzgebirgischer Volkskunst liegt in der Region um Seiffen, die auch als „Spielzeugwinkel“ bekannt ist. Hier hat sich ein Teil der Hersteller zur Dregeno, der Genossenschaft der Drechsler, Bildhauer, Holz- und Spielwarenhersteller, zusammengeschlossen. Eine große Sammlung Erzgebirgischer Volkskunst bietet das Erzgebirgische Spielzeugmuseum in Seiffen. Im Nachbarort Neuhausen befindet sich ein Nussknackermuseum, das eine Sammlung mit mehr als 5.000 Exemplaren beherbergt. Das Museum für Sächsische Volkskunst in Dresden besitzt ebenfalls eine größere Sammlung an Erzgebirgischer Volkskunst. Zu DDR-Zeiten war im Kombinat Erzgebirgische Volkskunst ein großer Anteil von kunsthandwerklichen Betrieben vereinigt, die insbesondere für den Export verschiedene Waren produzierten.
Die deutsche Kultusministerkonferenz entschied im März 2025, das „Kunsthandwerk aus dem Erzgebirge“ als Beispiel Guter Praxis der Erhaltung Immateriellen Kulturerbes in das Bundesweite Verzeichnis des immateriellen Kulturerbes aufzunehmen.

## Entstehungsgeschichte

### Erzgebirgische Holzkunst
Die Holzverarbeitung bildete seit jeher einen wichtigen Wirtschaftszweig im waldreichen Erzgebirge. Der ab dem 12. Jahrhundert von Freiberg ausgehende und in den folgenden Jahrhunderten weite Teile des Gebirges erfassende Erzbergbau war zwingend auf die Nutzung von Grubenholz angewiesen. Holz war zudem der wichtigste Werkstoff zur Errichtung von Bauwerken und zur Herstellung von Gebrauchsgegenständen (Geschirr, Mobiliar, Werkzeug etc.). Die kurfürstliche Holzordnung für das Gebiet um Lauterstein (1560) und die Purschensteiner Holzordnung (1588) bestätigen für das 15. und 16. Jahrhundert die Tätigkeit von Holzhandwerkern, die Holzgefäße und Arbeitsgeräte herstellten. Und auch für Grünhainichen, heute ein Zentrum der Holzspielwarenherstellung im Erzgebirge, wird 1578 bereits ein Holzwarenhändler genannt.
Gleichwohl war insbesondere in den Bergbauorten der Großteil der Einwohner im Bergbau oder in bergbauverwandten Berufen tätig. Allerdings unterlag der Bergbau konjunkturellen Schwankungen. In Kriegszeiten wie im Dreißigjährigen Krieg (1618–1648) oder dem Siebenjährigen Krieg (1756–1763) kam die Förderung nahezu zum Erliegen. Hinzu kam einerseits, dass der Bergbau – nach dem Abbau der oberflächennahen Erze im sogenannten Eisernen Hut – in immer tiefere Bereiche vordringen musste, was mancherorts zur Einstellung des Bergbaus führte, da die Rentabilität nicht mehr gegeben war. Andererseits waren einige der Lagerstätten nach teils jahrhundertelanger Förderung schlichtweg erschöpft und ausgeerzt.
In diesen Zeiten des rückläufigen und erlöschenden Bergbaus gewann die Suche nach Zusatz- und Ersatzeinkünften an Bedeutung. Die naturräumlichen Gegebenheiten ließen nur wenig Spielraum für landwirtschaftliche Arbeiten, so dass die Intensivierung der Holzverarbeitung naheliegend war. So entwickelten sich schnell neue Produktionszweige der Holzverarbeitung; im Westerzgebirge, besonders im Raum Schneeberg und Annaberg, die Holzschnitzerei und im mittleren Erzgebirge um die Ortschaften Marienberg, Pobershau und Seiffen die Holzdrechslerei, die im Gegensatz zur Schnitzerei von Anfang an als Beruf ausgeübt wurde.
Mitte des 17. Jahrhunderts entstanden die Berufe der Teller- und Spindeldreher, die anfangs hauptsächlich Gebrauchsgegenstände für den Alltag herstellten. Mit der Zeit entwickelte sich die Produktion von Spielzeug und Figuren wie Bergmänner, Engel und Pyramiden, auch in großen Formaten. Insbesondere Großpyramiden und große im Freien aufgestellte bzw. angebrachte Schwibbögen prägen das Ortsbild von Kommunen im Erzgebirge zur Vorweihnachtszeit. Das Aufstellen der Großpyramiden wird in einigen Orten als Fest gefeiert (unter dem Namen „Pyramidenanschieben“), mit dem die Adventszeit offiziell beginnt.
Im Dezember 1967 gab die Deutsche Post der DDR zwei Briefmarken mit Volkskunst aus dem Erzgebirge heraus. Die Marke mit dem Nennwert 10 Pfennig zeigt einen Nussknacker und zwei Räuchermännchen, die Marke zu 20 Pfennig Lichterengel und Bergmann. Der Entwurf stammte von Dietrich Dorfstecher.
Objekte wie Ortspyramiden, lebensgroße oder gar überlebensgroße Figuren im Räuchermännchen-Stil werden auch außerhalb des Erzgebirges und Sachsens, vor allem im Zusammenhang mit Weihnachtsmärkten, im öffentlichen Raum auf- und ausgestellt. Nicht alle dieser Objekte sind im Erzgebirge hergestellt worden. So wurden z. B. die größten auf Weihnachtsmärkten gezeigten Nussknacker und Räuchermännchen im Erzgebirgsstil, die auf dem CentrO-Weihnachtsmarkt in Oberhausen zu sehen sind, in Neuenkirchen-Vörden angefertigt.
Eine Entwicklung der Branche ist nicht nur an der geografischen Verbreitung von Werken im „Erzgebirgsstil“ zu sehen, sondern auch darin, dass die Motivvielfalt bei Traditionsgegenständen zunimmt. Deutlich erkennbar ist dies insbesondere bei einem Besuch des Nussknackermuseums Neuhausen. Im Erzgebirge selbst werden Kreationen entwickelt, die nur wenig mit Produkten der Frühzeit zu tun haben, z. B. eine extrem schlanke dunkelhäutige Engelsfigur. Inzwischen gibt es einen Trend zu hochpreisigen Produkten. So ist z. B. in einem Laden in Seiffen eine Weihnachtspyramide ausgestellt, die mehr als 10.000 € kosten soll. Umstritten ist die Frage, ob die im Erzgebirge hergestellten Werke noch im wörtlichen Sinn als „handgefertigt“ bewertet werden dürfen, da immer mehr Arbeitsschritte in der Produktion von Maschinen verrichtet werden.

### Klöppeln

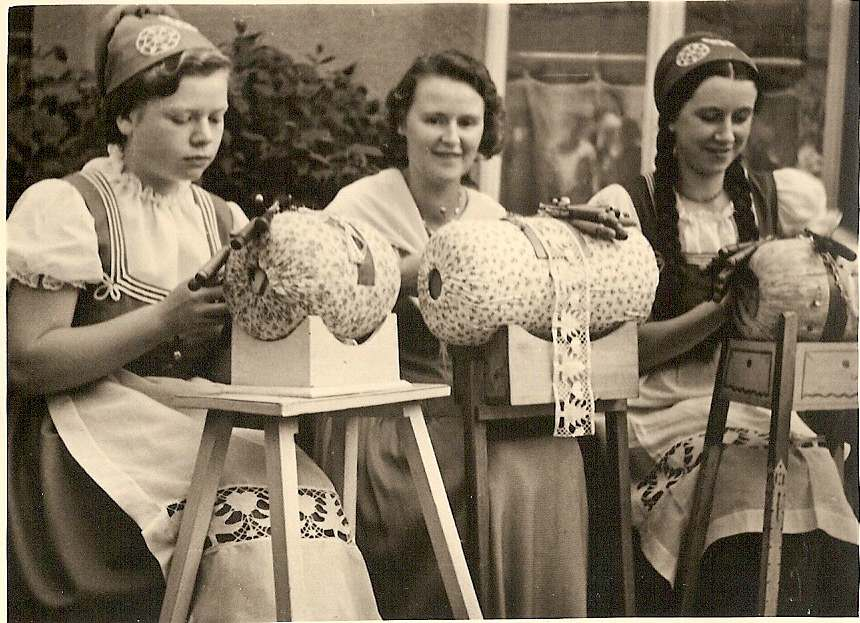
Spitzenklöpplerinnen in der neuen Erzgebirgstracht, Schlettau 1936

Beim Klöppeln werden mittels spindelförmigen Spulen (Klöppel) und dem daran aufgewickelten Garn verschiedenartige Spitzen gefertigt.

## Galerie

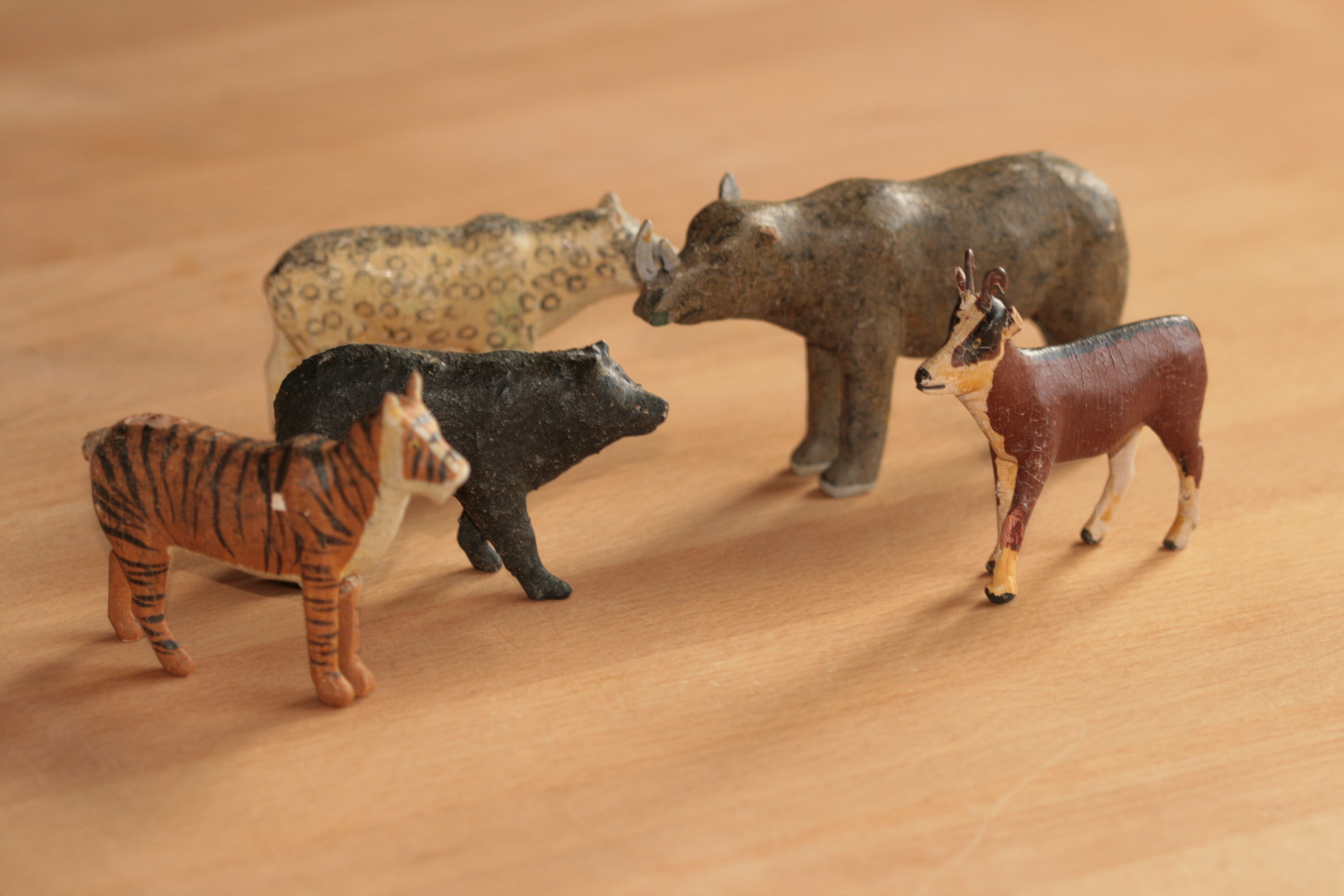
Tiere von Paul Hermann Ulbricht (1873–1925)
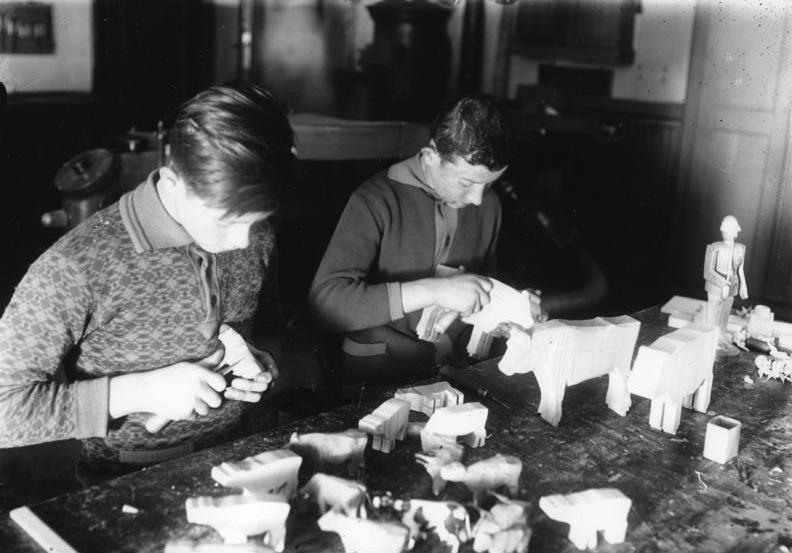
Bearbeitung von Reifentieren (Seiffen, 1929)
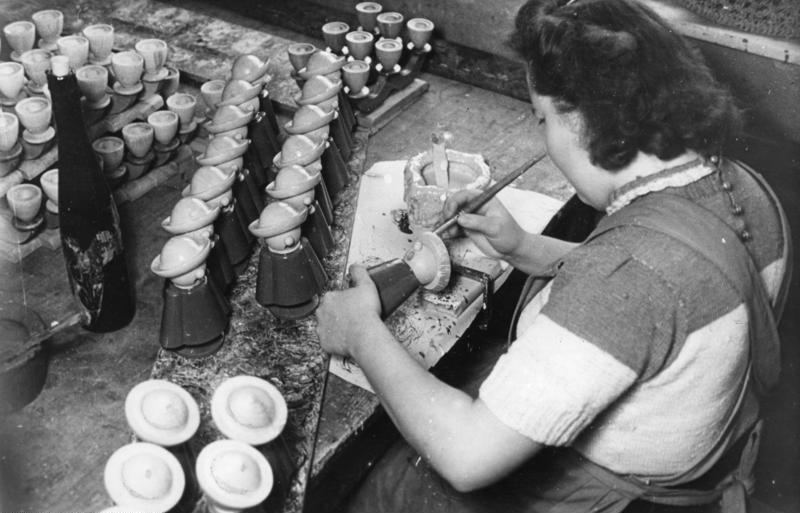
Bemalen von Räuchermännern (Seiffen, 1947)
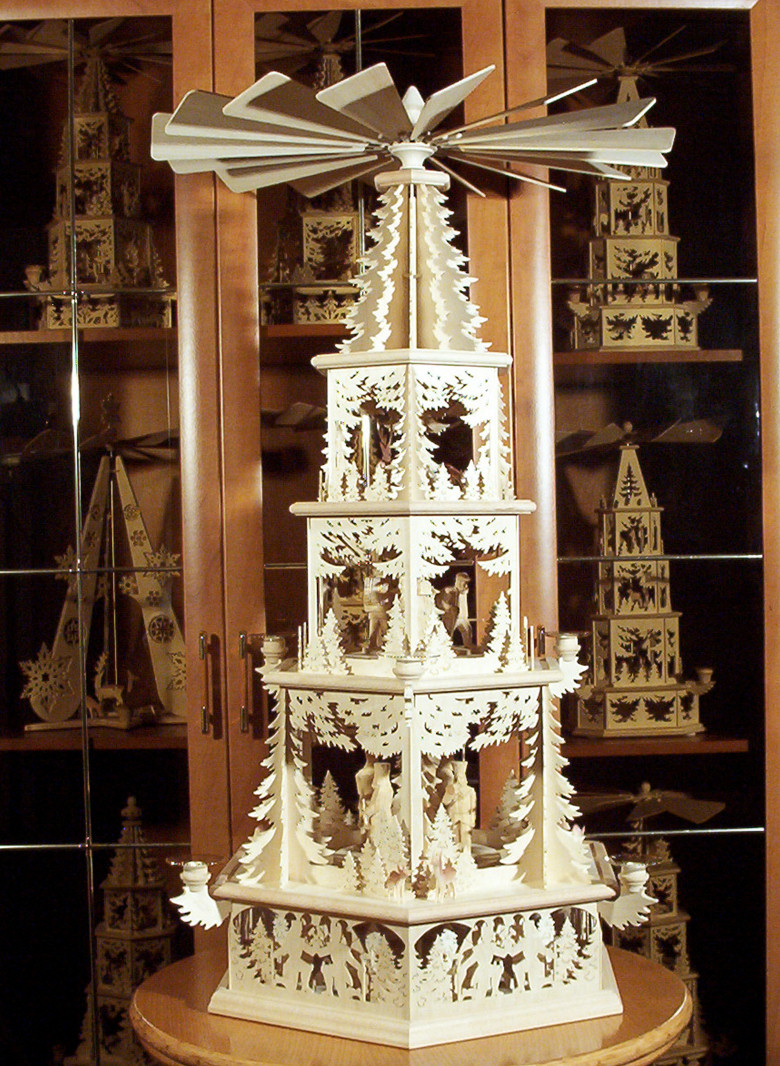
Weihnachtspyramide aus dem Hause Tilgner
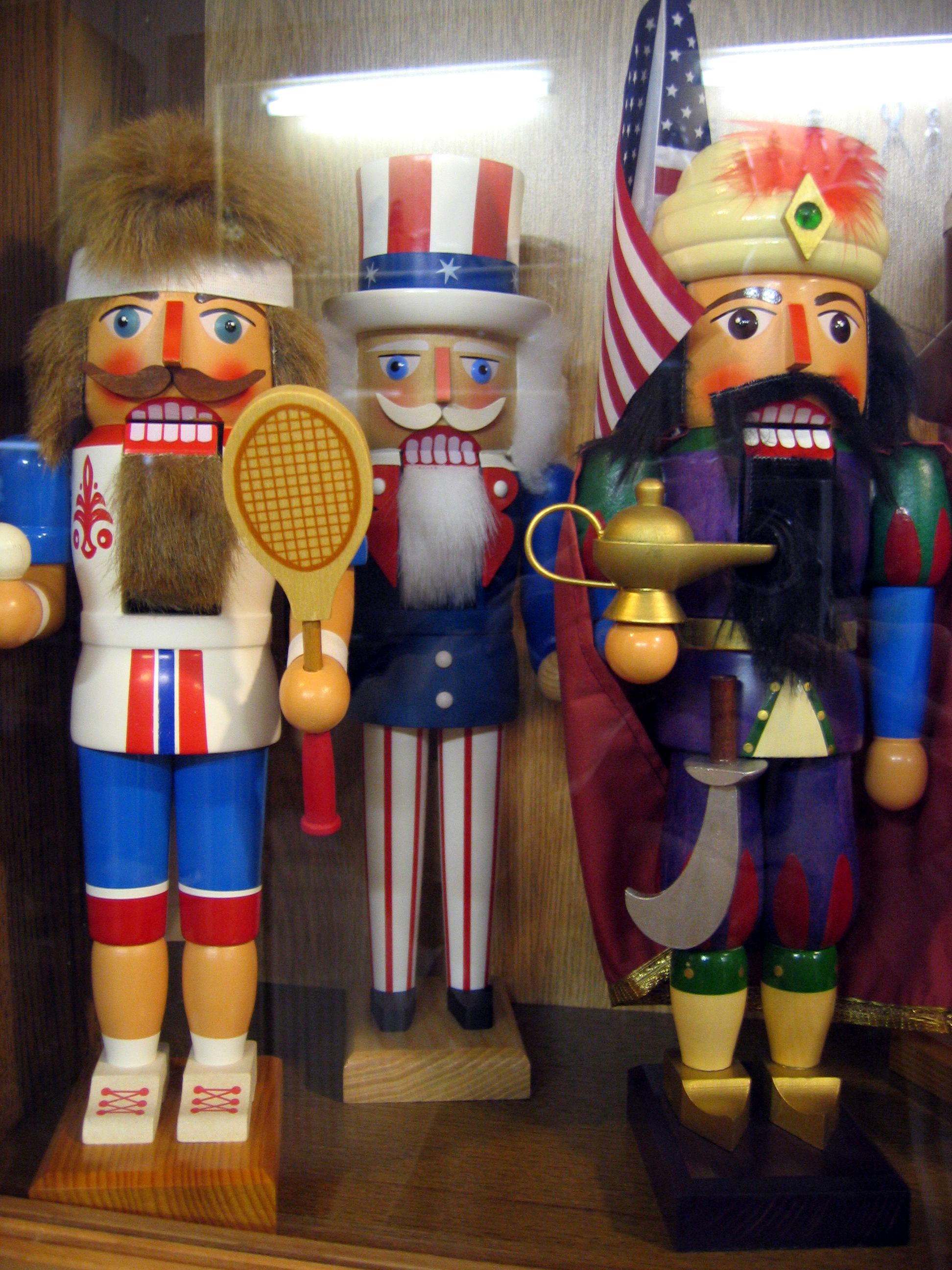
Exponate im Nussknackermuseum in Neuhausen
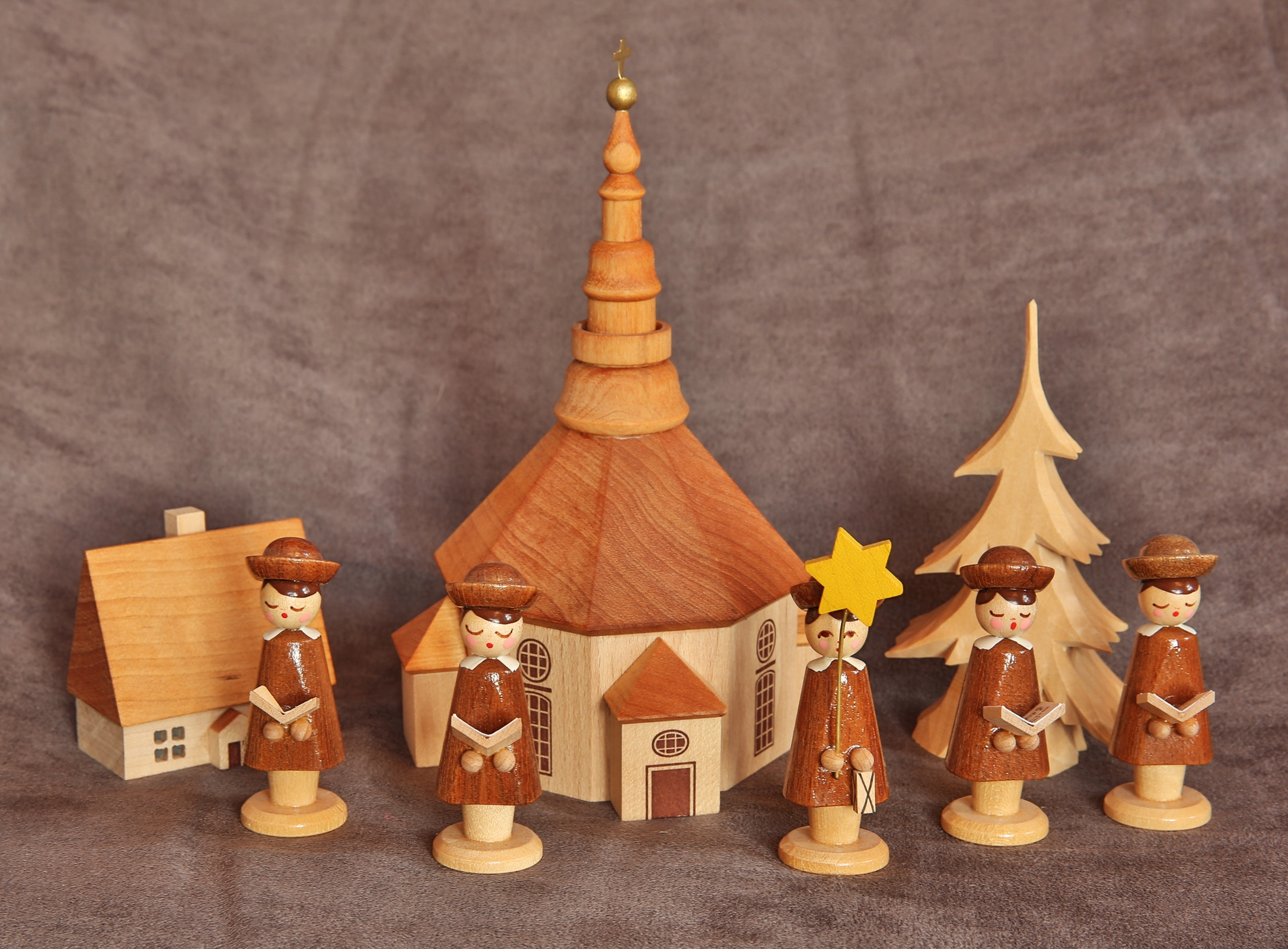
Kurrende mit Seiffener Kirche
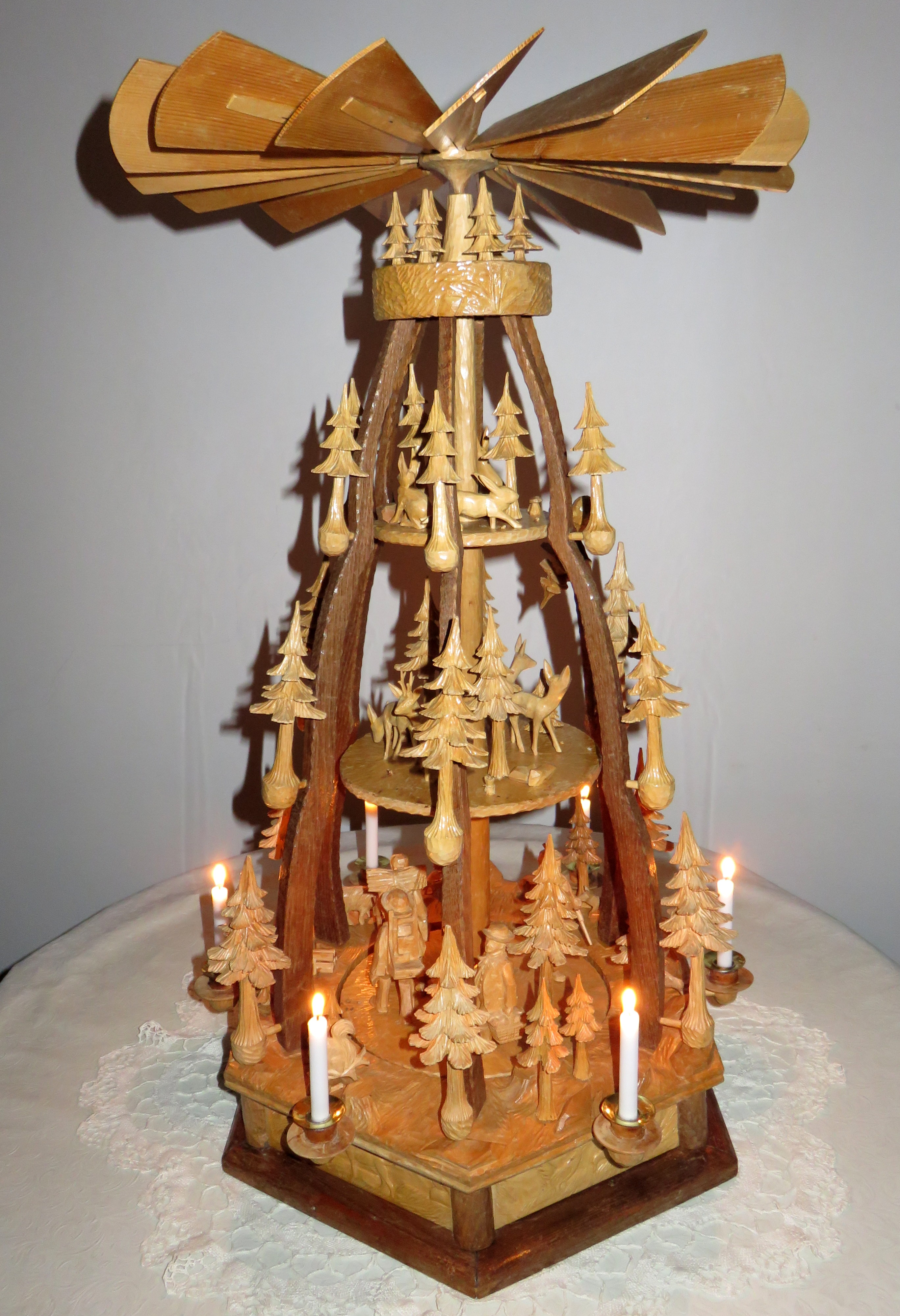
Lindenholz-Pyramide von 1960 eines Annaberg-Buchholzer Schnitzers (85 cm hoch)
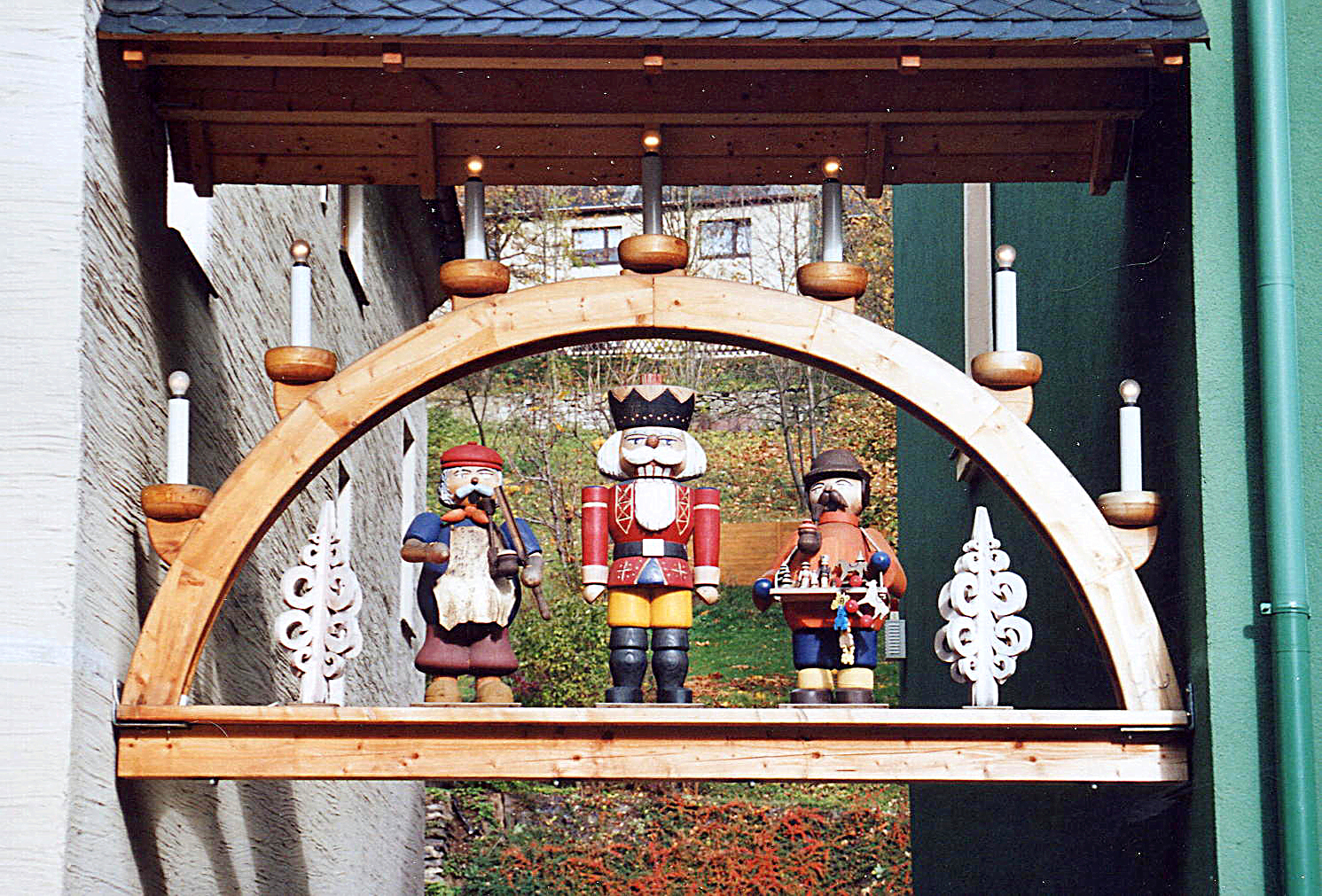
Drei Kernmotive der Erzgebirgischen Volkskunst: Schwibbogen mit Nussknacker (Mitte) und Räuchermännern (links, rechts) in Seiffen
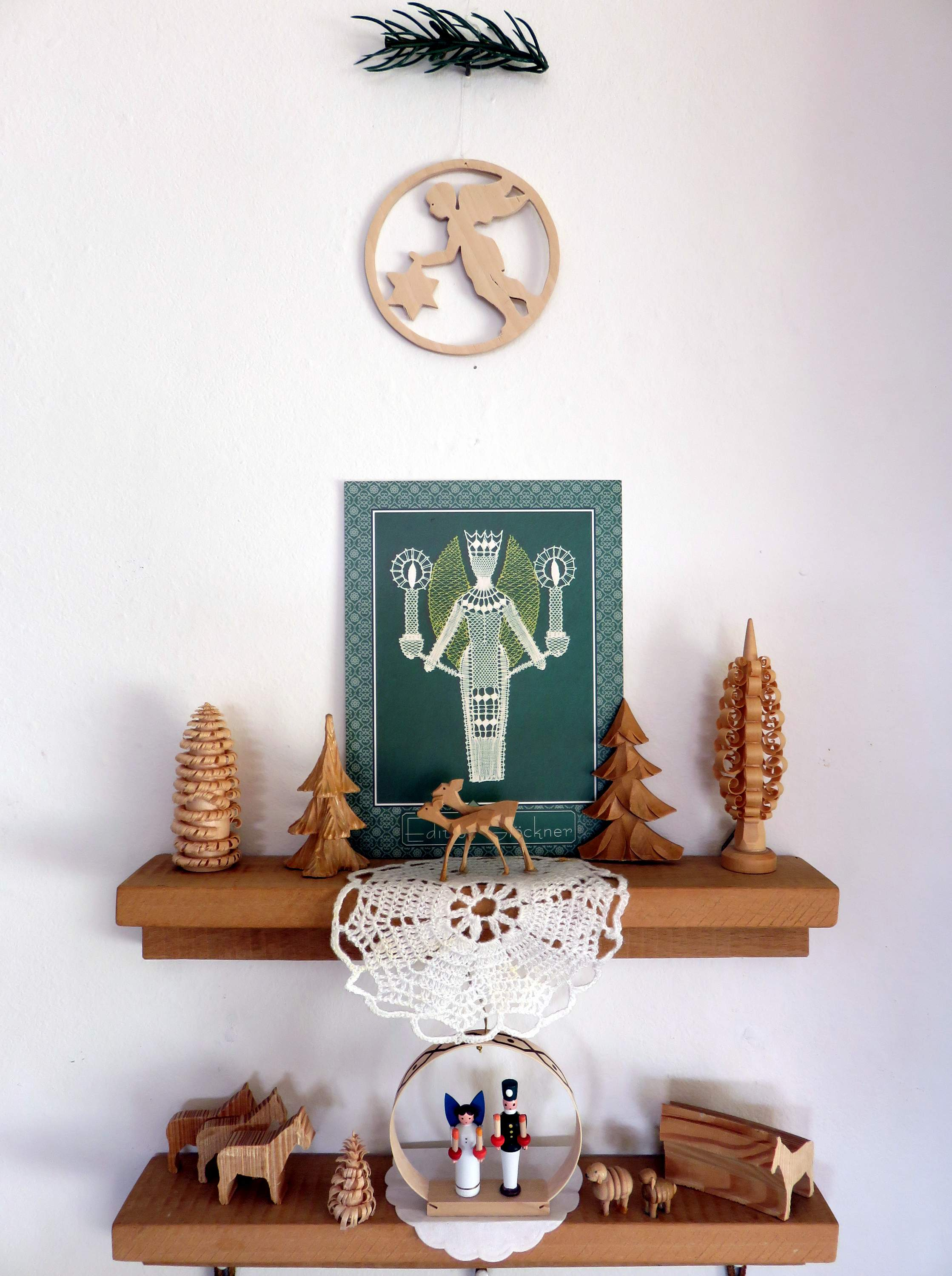
Typische erzgebirgische Volkskunsttechniken: Laubsägen, Drechseln, Spanen, Reifendrehen, Schnitzen, Klöppeln
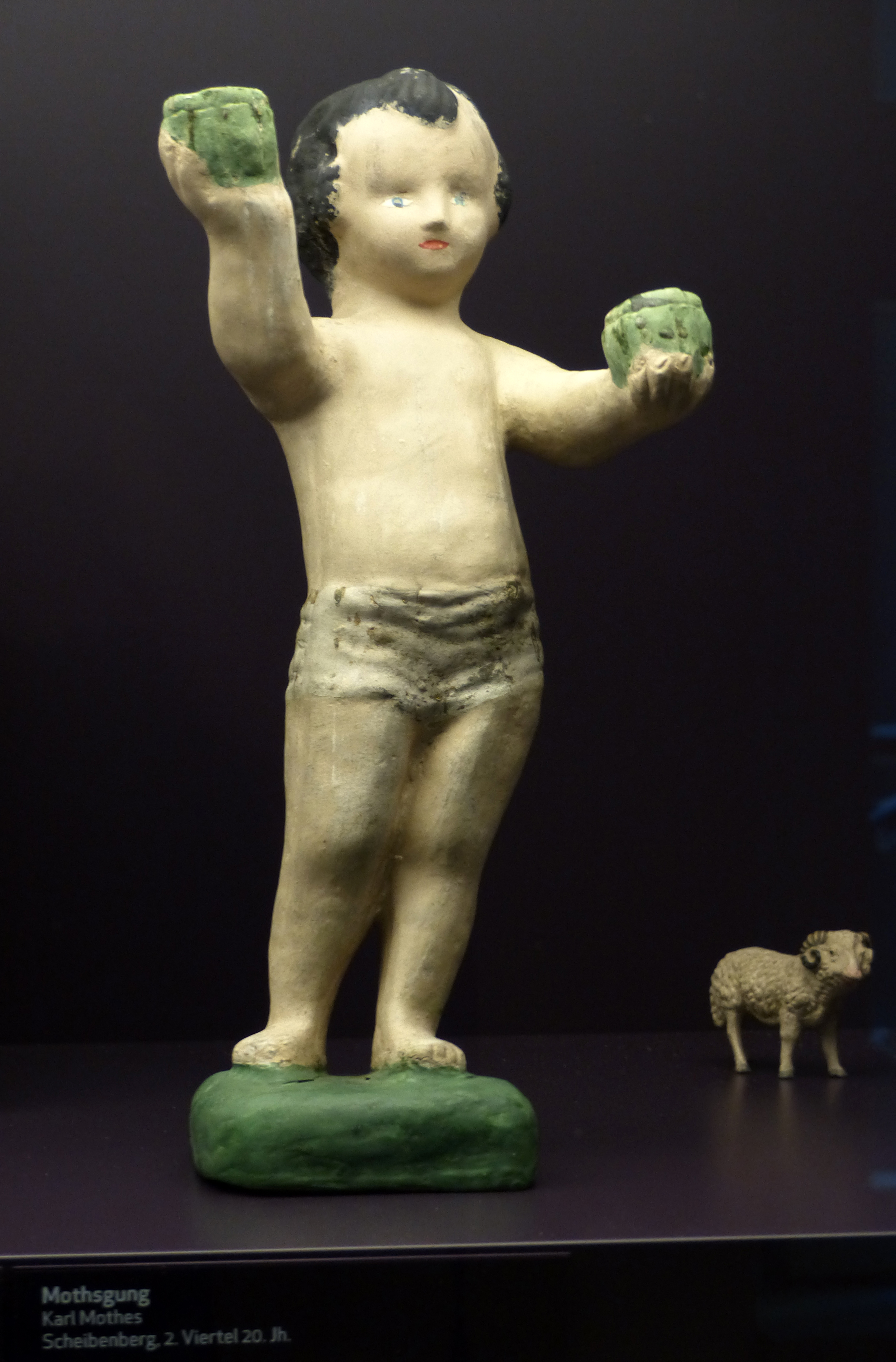
Mothsgungel in der Annaberger Manufaktur der Träume
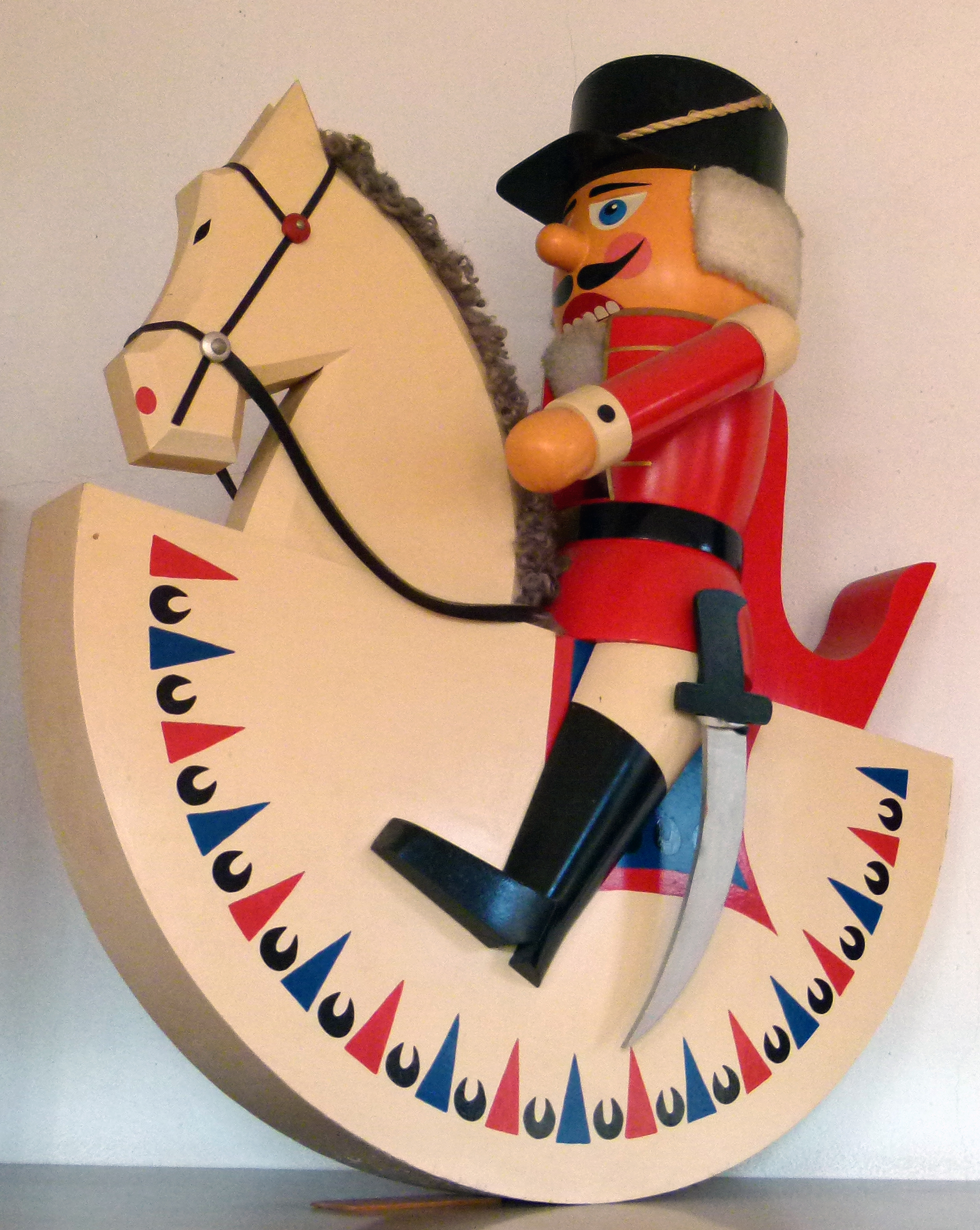
Olbernhauer Reiterlein aus Olbernhau

## Schutz der Volkskunst vor ausländischer Konkurrenz

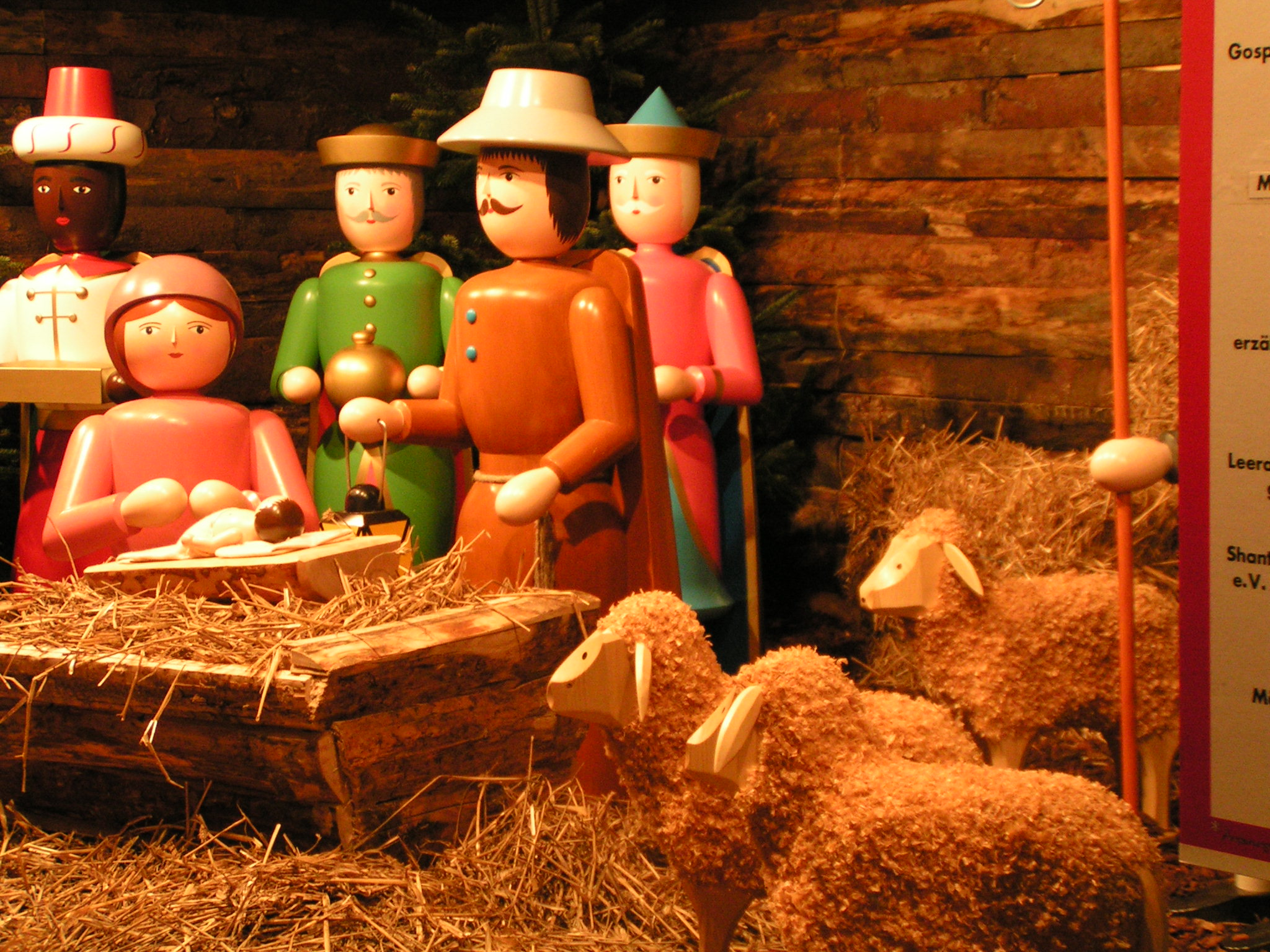
Krippenszene aus dem Erzgebirge auf dem Weihnachtsmarkt Leer (Ostfriesland)

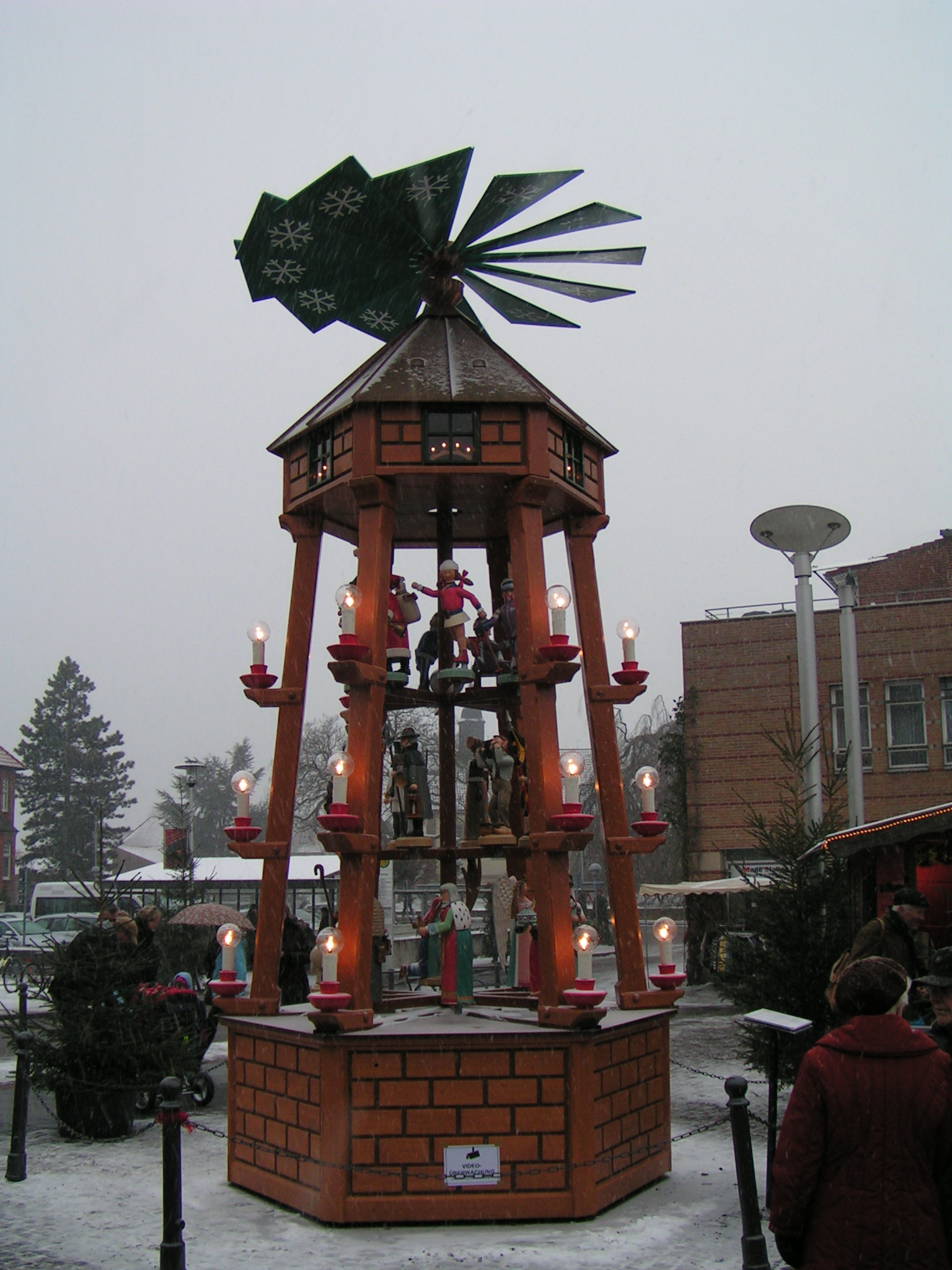
An die Partnergemeinde Bad Bentheim verschenkte Großpyramide aus Wolkenstein

„Erzgebirgische Volkskunst“ ist nicht nur ein Oberbegriff für Produkte, die dem „Erzgebirgsstil“ zuzuordnen sind (und im Erzgebirge hergestellt wurden), sondern auch eine eingetragene Wortmarke des Verbandes Erzgebirgischer Kunsthandwerker und Spielzeughersteller für die Produkte: Nussknacker aus Holz; Musikinstrumente, nämlich als kunstgewerbliche Drechsler-, Schnitzer- und Tischlerwaren gefertigte Spieldosen mit dekorativer Ausstattung und Klimperkästen mit eingebautem Musikwerk; Waren aus Holz, nämlich Raum- und Tafelschmuck aus Holz; Kästchen und Kommoden aus Holz; Wandschmuck und Dioramen aus Holz und in Kombination mit Glas, Metallen und textilen Werkstoffen; erzgebirgische Pyramiden; Dekorationsfiguren, nämlich Räucherfiguren, figürliche Nußknacker, figürliche Miniaturen, Weihnachtskrippen; Räucherdosen; Räucherhäuschen; Osterschmuck aus Holz, nämlich Osterfiguren, Ostereier und Osterglocken aus Holz; Tischschmuck; Geburtstagszahlen; Geburtstagsfiguren; Plastiken aus Holz; Leuchterspinnen aus Holz und in Kombination mit Glas und Metallen; Schwibbogen aus Holz und Metallen; gedrehte Holzteile für kunstgewerbliche Arbeiten; Spielzeug aus Holz, Stroh oder textilen Werkstoffen, auch in Kombination; Christbaumschmuck aus Holz, Stroh oder Metallen, auch in Kombination; erzgebirgischer Weihnachtsschmuck; Glocken und Geläute für Christbäume.
Eine sinnlich wahrnehmbare Form des Schutzes durch eine Wortmarke besteht darin, dass Aufkleber an Türen von Geschäften bzw. auf Gegenständen angebracht werden, durch die nach Art eines Qualitätssiegels darauf hingewiesen wird, dass in dem Geschäft nur Originalware verkauft wird bzw. dass das Produkt Originalware ist.
Der Verband hat darüber hinaus auch zahlreiche andere Marken mit Bezug zur erzgebirgischen Volkskunst, wie „Erzgebirgische Holzkunst“, „Erzgebirgische Nussknacker“, „Olbernhauer Reiterlein“, „Seiffener Reifenvieh“ u. v. m. Verbands- und Fachhandelsringlogo orientieren sich am „Olbernhauer Reiterlein“ und zeigen jeweils einen Reiter auf einem Schaukelpferd.
Die Wortmarke schützt allerdings nur vor einer missbräuchlichen Verwendung des Begriffs „Erzgebirgische Volkskunst“ durch Produzenten und Verkäufer von Waren, die nicht im Erzgebirge bzw. im Auftrag von dort ansässigen Firmen hergestellt wurden. Die Wortmarke schützt aber nicht vor auswärtigen Produzenten, die Waren im „Erzgebirgsstil“ herstellen, ohne zu behaupten, diese seien auf traditionelle Weise ausschließlich im Erzgebirge hergestellt worden. Für Schlagzeilen sorgte z. B. 2006 ein Emsländer, der nicht nur Engel im „Erzgebirgsstil“ und Räuchermännchen in China herstellen ließ, sondern auch in einem Laden in Seiffen preisgünstig verkaufte. Angeblich konnten Kunden keinen wesentlichen Unterschied zwischen den Produkten des Emsländers und der Originalware feststellen, die in Seiffen von dort Ansässigen produziert worden war, eine Aussage, die allerdings den Verdacht nährt, es handle sich um verbotene Plagiate, die vor allem deshalb hergestellt wurden, damit arglose Käufer sie mit wirklich im Erzgebirge hergestellten Produkten verwechseln.
Geschützt wird Volkskunst aus dem Erzgebirge auch durch das Designgesetz, früher „Geschmacksmustergesetz“ genannt. Dieses verbietet das Nachmachen von Vorlagen durch Unbefugte. Voraussetzung für ein Verbot ist, dass der Holzverarbeiter im Erzgebirge Werke herstellt, die „das Ergebnis einer eigenpersönlichen, schöpferischen Tätigkeit“ sind. Der ästhetische Gesamteindruck des Originalwerks und seiner Kopie darf ein gewisses Maß an Ähnlichkeit nicht überschreiten. Der Mitteldeutsche Rundfunk bewertete 2016 Firmen mit Sitz in China, die Waren im „Erzgebirgsstil“ herstellen, pauschal als „Plagiatbranche“.

## Erfolg der Schutzbemühungen
Der o. g. Emsländer konnte auf Dauer in Seiffen weder als Warenentwickler noch als Händler tätig bleiben; er vertreibt bis heute allerdings Waren im „Erzgebirgsstil“ über das Internet. Das „Handelsblatt“ bescheinigte 2009 (also vor der Einführung des gesetzlichen Mindestlohns in Deutschland) den von ihm vertriebenen Waren aus China, sie böten 80 Prozent der Qualität von Inlandsware bei 30 Prozent des Preises.
Die Deutsche Presse-Agentur verbreitete 2016 einen Bericht über den Ausbildungsberuf des Holzspielzeugmachers. Das Profil des Berufs sei stark an den Bedürfnissen der Erzgebirgler orientiert. Heute erlernen Auszubildende im Erzgebirge das Designen von Spielzeug per CAD und die Arbeit mit CNC-Maschinen. Die Berufsaussichten seien gut.